# Gmina Kobiele Wielkie
Die Gmina Kobiele Wielkie ist eine Landgemeinde im Powiat Radomszczański der Woiwodschaft Łódź in Polen. Sie hat etwa 4400 Einwohner. Ihr Sitz ist das gleichnamige Dorf mit etwa 630 Einwohnern.

## Geographie

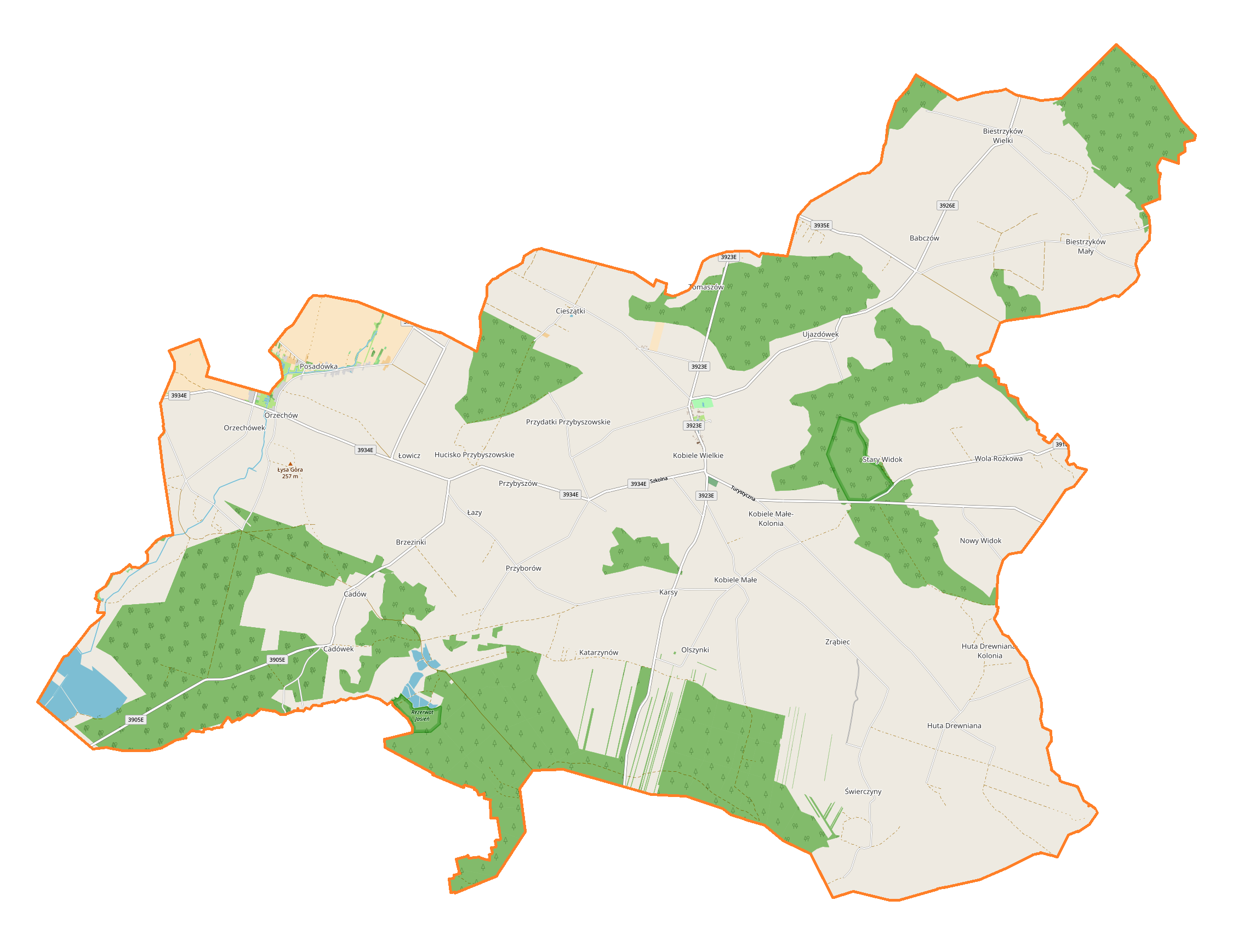
Karte der Gemeinde

Die Gemeinde liegt im Südosten der Woiwodschaft. Die Kreisstadt Radomsko liegt etwa zehn Kilometer nordwestlich, Łódź 80 Kilometer nördlich und Częstochowa 40 Kilometer südlich. Nachbargemeinden sind Kodrąb im Norden, Masłowice im Nordosten, Wielgomłyny im Osten, Żytno im Südosten, Gidle im Südwesten und die Landgemeinde Radomsko im Westen. Die Gemeinde hat eine Fläche von 101,9 km², von der 63 Prozent land- und 27 Prozent forstwirtschaftlich genutzt werden. Ihr Gebiet ist mit etwa 43 Einwohnern/km² dünn besiedelt. Zu den Fließgewässern gehören der Warthezufluß Widawka sowie Mękwa und Orzechówka.

## Geschichte
Die Landgemeinde Kobiele wurde 1954 in Gromadas aufgelöst und zum 1. Januar 1973 als Landgemeinde Kobiele Wielkie aus Gromadas wiedererrichtet. Von 1975 bis 1998 gehörte die Gemeinde zur Woiwodschaft Piotrków. Der Powiat war in dieser Zeit aufgelöst. Die Landgemeinde kam 1999 an den Powiat Radomszczański (ehemals Powiat Noworadomski) der Woiwodschaft Łódź.

## Gliederung
Zur Landgemeinde (gmina wiejska) Kobiele Wielkie gehören 20 größere Dörfer mit jeweils einem Schulzenamt (sołectwo):
Kobiele Wielkie
Babczów
Biestrzyków Mały
Biestrzyków Wielki
Brzezinki
Cadów
Cieszątki
Huta Drewniana
Karsy
Kobiele Małe
Łowicz
Nowy Widok
Orzechów
Orzechówek
Posadówka
Przyborów
Przybyszów
Ujazdówek
Wola Rożkowa
Zrąbiec
Kleinere Dörfer der Gemeinde sind: Cadówek, Katarzynów, Łazy, Przydatki Przybyszowskie, Stary Widok, Świerczyny sowie Tomaszów, hinzu kommen die Siedlungen Jasień und Rozpęd sowie die Weiler Celina und Kajetanówka.

## Verkehr
Die Landesstraße DK42 führt nördlich an der Gemeinde vorbei und ist über Kodrąb zu erreichen.
Die nächste Bahnstation ist Radomsko an der Bahnstrecke Warschau–Katowice.
Der nächste internationalen Flughafen ist Łódź.